# Запис Станковића крушка (Придворица)
Запис Станковића крушка (Придворица) се налази на парцели чији је власник Станковић Милољуб.

## Локација
| Општина             | Чачак                                                                       |
| Катастарска општина | Придворица                                                                  |
| Потес               | Храстовина                                                                  |
| Координате          | 43° 51′ 31″ С; 20° 17′ 05″ И / 43.858699999999999° С; 20.284800000000001° И |
| Надморска висина    | 568m                                                                        |

## Карактеристике
Дендрометријске вредности утврђене на терену и сателитским снимцима:
| Стабло                     | Крушка |
| Висина стабла              | m      |
| Обим дебла                 | m      |
| Пречник крошње             | 13m    |
| Пречник дебла              | m      |
| Висина дебла до прве гране | m      |

## База записа
Запис је у оквиру Викимедија пројекта "Запис - Свето дрво" заведен под редним бројем 0920.